# Telmatobius rubigo
Telmatobius rubigo é uma espécie de anfíbio gimnofiono da família Telmatobiidae. Está presente na Argentina. A UICN classificou-a como vulnerável.